# Claus Christian Ahnfeldt-Mollerup
Claus Christian Ahnfeldt-Mollerup (11. januar 1938 på Frederiksberg – 6. oktober 2009) var en dansk officer.
Ahnfeldt-Mollerup var søn af officeren og modstandsmanden P.V.T. Ahnfeldt-Mollerup, der blev dræbt under Shellhusbombardementet i 1945, da sønnen var 7 år gammel. Han blev student fra Herlufsholm 1955, aftjente sin værnepligt og gennemgik Hærens Officersskole 1957-59. Dernæst kom han til Den Kongelige Livgarde, hvor han var 1959-1986 og blev oberstløjtnant og chef for 1. Livgardebataillon 1981-83. Han kom dernæst til Østre Landsdelskommando, så til Jyske Division, hvor han var generalmajor og chef 1989-90 og sluttede i 1998 karrieren i NATO. Han var Kommandør af 1. grad af Dannebrog.
Han var gift 2. gange: Første gang (28. oktober 1961) med Hanne Bolette Lippmann (født 18. november 1938), datter af direktør Ole Lippmann og hustru Inga f. Bjørn Nielsen; anden gang (17. april 1966) med Jette født Varming (28. december 1938 – 2007), datter af overlæge Troels Kristian Varming og Nina Marie (Nitte) født Jantzen. Han var far til fire børn, bl.a. arkitekten Merete Ahnfeldt-Mollerup.